# 圣淘沙名胜世界
圣淘沙名胜世界是一個位於新加坡聖淘沙岛的「综合度假村」(即以其中赌场作生意核心的「度假村」)，不但设賭場和宾馆，又有遊樂設施——新加坡環球影城、S.E.A. 海洋館、水上探險樂園、海豚園、兒童俱樂部、皇家信天翁及特麗愛 3D 美術館。项目耗资65.9亿新元，占地49公顷，由马来西亚的云顶集团兴建发展，於2010年初開幕，由雲頂新加坡有限公司管理。

## 争议
在2012年4月，澳大利亚律师Adesh Kumar Goel在圣淘沙名胜世界赌钱时，跟其他赌客有点争执，赌场保安处理时，粗暴对待，把他关进个房间里超过一小时，又打至骨裂，Goel向新加坡高等法院控告赌场，获胜，在2015年11月，被判得新加坡元$45,915.74的赔偿。

## 圖集

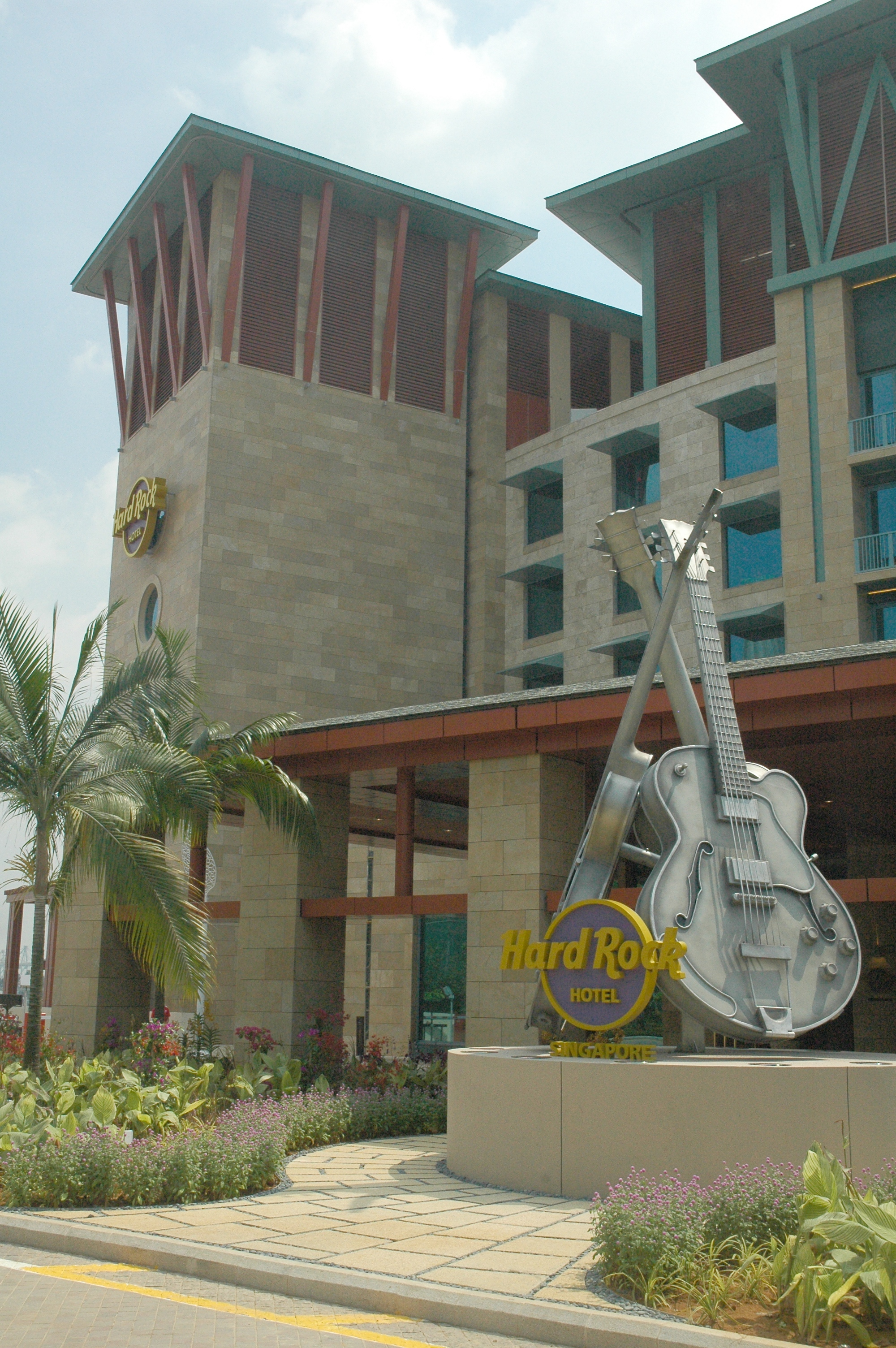
Hard Rock Hotel Singapore
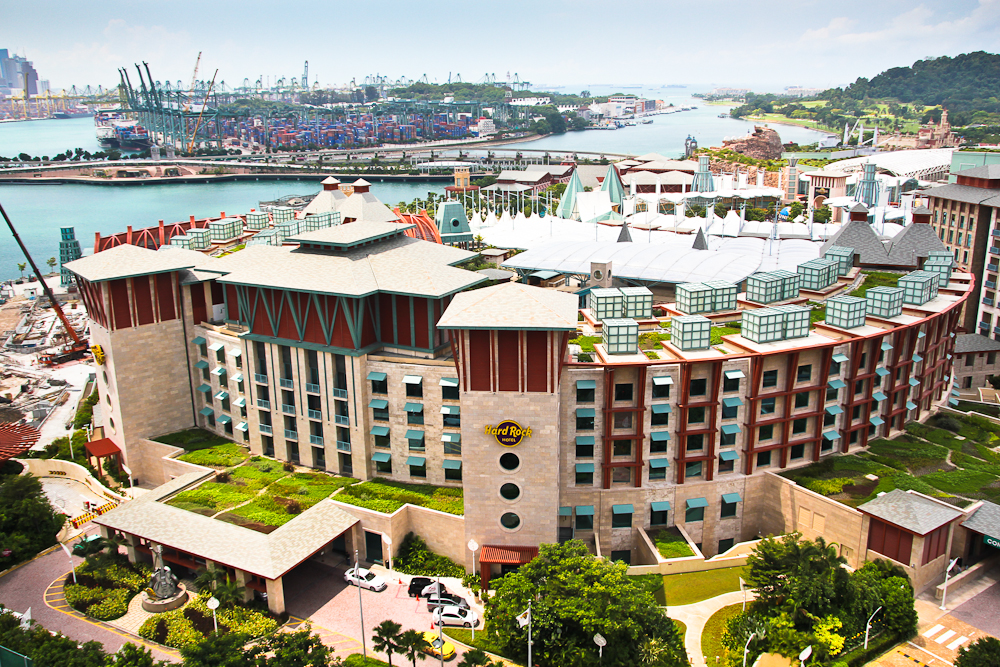
Hard Rock Hotel Singapore
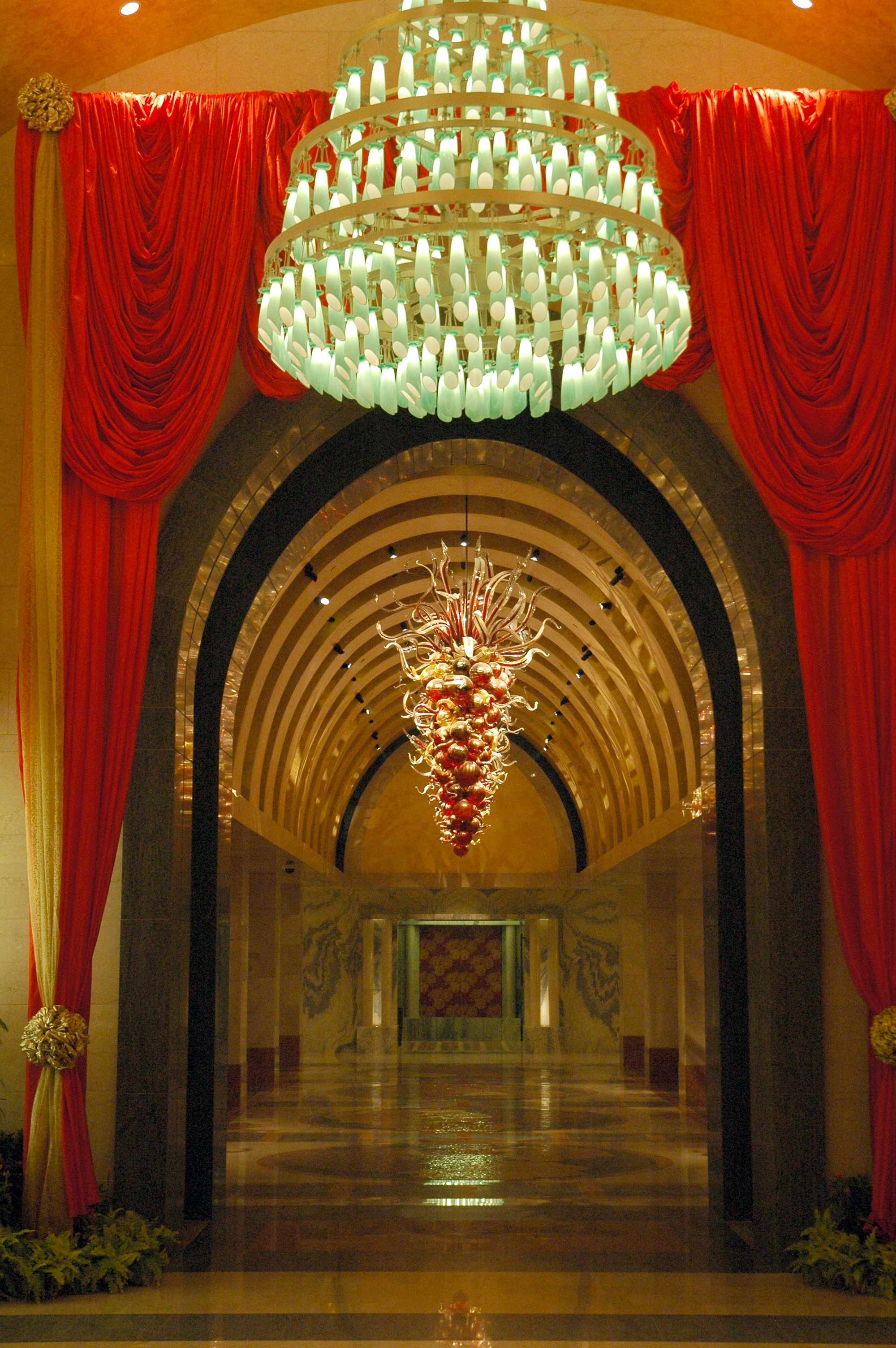
Crockfords Tower
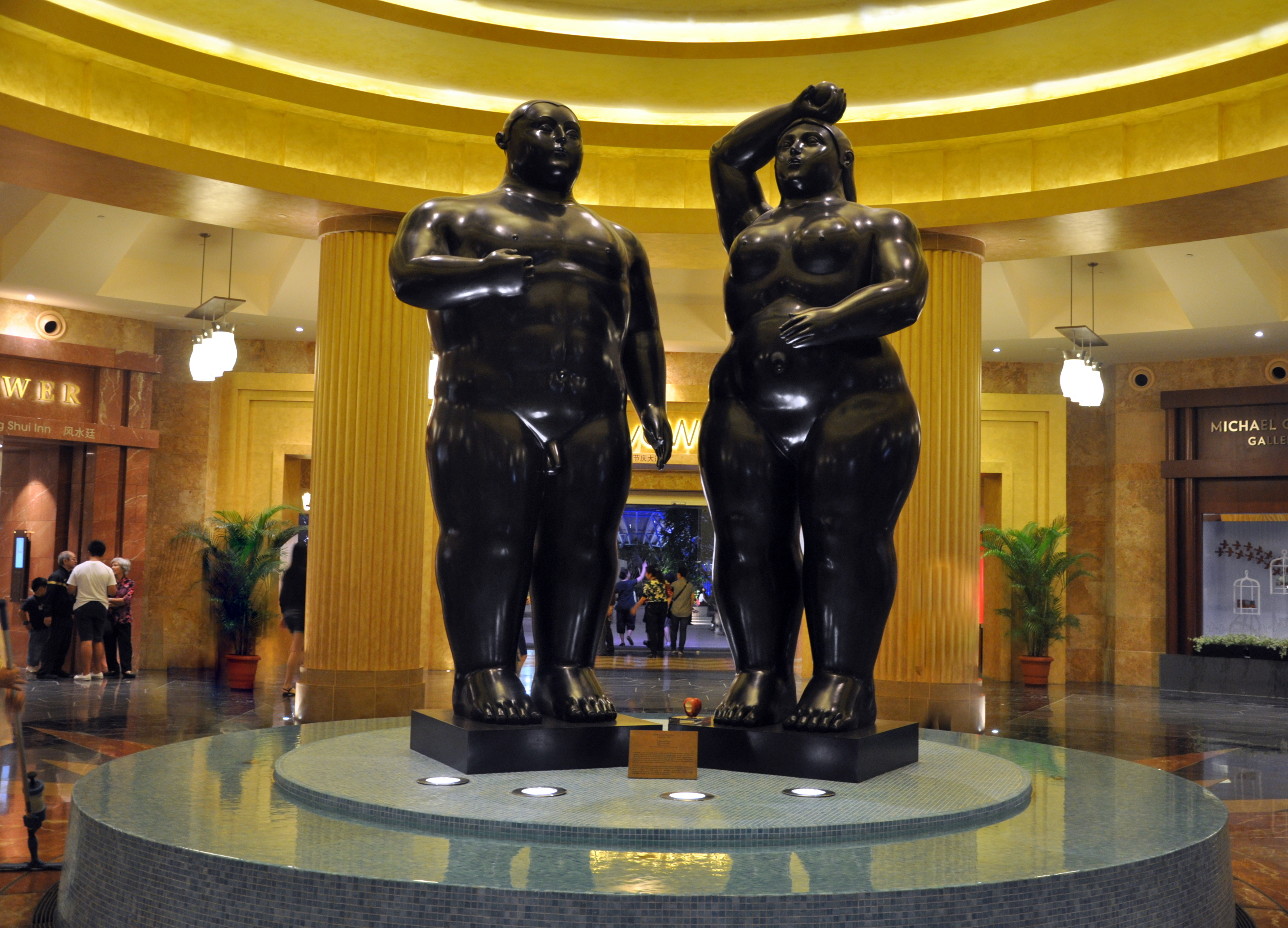
Hotel Michael

## 参照
1. ↑  Alkhatib, Shaffiq. . The New Paper. 2015-11-06  [2021-09-02]. （原始内容存档于2021-09-02） （英语）.
2. ↑  . wgm8.com.   [2021-09-02]. （原始内容存档于2022-03-14）.